# 1989-es síkvízi kajak-kenu világbajnokság
Az 1989-es síkvízi kajak-kenu világbajnokságot a bulgáriai Plovdivban rendezték 1989-ben. Ez a huszonkettedik kajak-kenu világbajnokság volt. A magyar csapat az éremtáblázaton a harmadik helyezést érte el összesítésben. A vb-n huszonkét versenyszámot rendeztek meg.

## Éremtáblázat
*   Rendező
  *   Magyarország
| Helyezés | Ország             | Arany | Ezüst | Bronz | Összesen |
| -------- | ------------------ | ----- | ----- | ----- | -------- |
| 1.       | Szovjetunió        | 8     | 3     | 6     | 17       |
| 2.       | NDK                | 7     | 3     | 1     | 11       |
| 3.       | Magyarország       | 3     | 6     | 2     | 11       |
| 4.       | Dánia              | 2     | 0     | 0     | 2        |
| 5.       | Csehszlovákia      | 1     | 0     | 1     | 2        |
| 6.       | Ausztrália         | 1     | 0     | 0     | 1        |
| 7.       | Lengyelország      | 0     | 4     | 2     | 6        |
| 8.       | Franciaország      | 0     | 2     | 2     | 4        |
| 9.       | NSZK               | 0     | 1     | 2     | 3        |
| 10.      | Kanada             | 0     | 1     | 0     | 1        |
| 10.      | Románia            | 0     | 1     | 0     | 1        |
| 10.      | Egyesült Királyság | 0     | 1     | 0     | 1        |
| 13.      | Bulgária           | 0     | 0     | 3     | 3        |
| 14.      | Portugália         | 0     | 0     | 1     | 1        |
| 14.      | Svédország         | 0     | 0     | 1     | 1        |
| 14.      | Egyesült Államok   | 0     | 0     | 1     | 1        |
| Összesen | Összesen           | 22    | 22    | 22    | 66       |

## Eredmények

### Férfiak

#### Kenu
| Versenyszám | Arany                                                                                 | Arany    | Ezüst                                                                        | Ezüst    | Bronz                                                                          | Bronz    |
| ----------- | ------------------------------------------------------------------------------------- | -------- | ---------------------------------------------------------------------------- | -------- | ------------------------------------------------------------------------------ | -------- |
| C1 500 m    | Mihajlo Szlivinszkij · Szovjetunió                                                    | 1:53,17  | Olaf Heukrodt · NDK                                                          | 1:54,03  | Martin Marinov · Bulgária                                                      | 1:54,92  |
| C1 1000 m   | Ivans Klementjevs · Szovjetunió                                                       | 4:00,04  | Larry Cain · Kanada                                                          | 4:02,96  | Boldizsár Gáspár · Magyarország                                                | 4:03,70  |
| C1 10 000 m | Ivans Klementjevs · Szovjetunió                                                       | 46:49,96 | Bohács Zsolt · Magyarország                                                  | 46:50,10 | Jan Bartůněk · Csehszlovákia                                                   | 47:44,38 |
| C2 500 m    | Viktor Renyejszkij · Nyikolaj Zsuravszkij · Szovjetunió                               | 1:40,90  | Tomasz Goliasz · Marek Łbik · Lengyelország                                  | 1:42,32  | Joël Bettin · Philippe Renaud · Franciaország                                  | 1:42,45  |
| C2 1000 m   | Arne Nielsson · Christian Frederiksen · Dánia                                         | 3:37,08  | Olivier Bolvin · Didier Hoyer · Franciaország                                | 3:37,60  | Jurij Gurin · Valerij Vesko · Szovjetunió                                      | 3:39,46  |
| C2 10 000 m | Arne Nielsson · Christian Frederiksen · Dánia                                         | 42:42,59 | Olivier Bolvin · Didier Hoyer · Franciaország                                | 43:21,12 | Andrej Balabanov · Viktor Dobrotvorszkij · Szovjetunió                         | 43:39,85 |
| C4 500 m    | Viktor Renyejszkij · Nyikolaj Zsuravszkij · Jurij Gurin · Valerij Vesko · Szovjetunió | 1:31,10  | Szabó Attila · Varga Zsolt · Zala György · Hoffmann Ervin · Magyarország     | 1:33,12  | Bénoît Bernard · Joël Bettin · Philippe Renaud · Pascal Sylvoz · Franciaország | 1:33,69  |
| C4 1000 m   | Viktor Renyejszkij · Nyikolaj Zsuravszkij · Jurij Gurin · Valerij Vesko · Szovjetunió | 3:19,74  | Leikep Gusztáv · Szabó Attila · Takács Gábor · Hoffmann Ervin · Magyarország | 3:22,30  | Dejan Bonev · Nikolaj Buhalov · Hriszto Georgiev · Paiszij Ljubenov · Bulgária | 3:22,54  |

#### Kajak
| Versenyszám | Arany                                                                                      | Arany    | Ezüst                                                                                        | Ezüst    | Bronz                                                                                     | Bronz    |
| ----------- | ------------------------------------------------------------------------------------------ | -------- | -------------------------------------------------------------------------------------------- | -------- | ----------------------------------------------------------------------------------------- | -------- |
| K1 500 m    | Martin Hunter · Ausztrália                                                                 | 1:41,65  | Kay Bluhm · NDK                                                                              | 1:41,76  | Mike Herbert · Amerikai Egyesült Államok                                                  | 1:42,96  |
| K1 1000 m   | Gyulay Zsolt · Magyarország                                                                | 3:38,87  | Torsten Krentz · NDK                                                                         | 3:40,17  | Kalle Sundqvist · Svédország                                                              | 3:41,30  |
| K1 10 000 m | Szabó Attila · Csehszlovákia                                                               | 42:48,94 | Sztaniszlav Borejko · Szovjetunió                                                            | 42:49,78 | José Garcia · Portugália                                                                  | 42:49,84 |
| K2 500 m    | Kay Bluhm · Torsten Gutsche · NDK                                                          | 1:31,58  | Szergej Kalesznyik · Anatolij Tyiscsenko · Szovjetunió                                       | 1:31,73  | Maciej Freimut · Wojciech Kurpiewski · Lengyelország                                      | 1:32,53  |
| K2 1000 m   | Kay Bluhm · Torsten Gutsche · NDK                                                          | 3:11,62  | Vlagyimir Bobresov · Artūras Vieta · Szovjetunió                                             | 3:14,67  | Adrovicz Attila · Berkes Zoltán · Magyarország                                            | 3:16,49  |
| K2 10 000 m | Ábrahám Attila · Hódosi Sándor · Magyarország                                              | 39:24,99 | Grayson Bourne · Ivan Lawler · Egyesült Királyság                                            | 39:26,30 | Vlagyimir Gorgyilej · Gennagyij Vaszilenko · Szovjetunió                                  | 39:27,05 |
| K4 500 m    | Viktor Gyenyiszov · Szergej Kirszanov · Alekszandr Motuzenko · Viktor Puszev · Szovjetunió | 1:22,50  | Volker Kreutzer · Thomas Pfrang · Reiner Scholl · Mario von Appen · NSZK                     | 1:22,84  | Adrian Dusev · Petar Godev · Nikolaj Jordanov · Ivan Marinov · Bulgária                   | 1:22,90  |
| K4 1000 m   | Csipes Ferenc · Ábrahám Attila · Gyulay Zsolt · Hódosi Sándor · Magyarország               | 2:55,30  | Robert Chwialkoksi · Maciej Freimut · Grzegorz Krawców · Wojciech Kurpiewski · Lengyelország | 2:56,18  | Guido Behling · Torsten Krentz · Thomas Vaske · André Wohllebe · NDK                      | 2:56,34  |
| K4 10 000 m | Vlagyimir Bobresov · Alekszandr Mizgin · Szergej Szuperata · Artūras Vieta · Szovjetunió   | 35:58,54 | Kulcsár Gábor · Angyal Ákos · Csipes Ferenc · Vincze László · Magyarország                   | 35:59,69 | Andrzej Gajewski · Tomasz Franaszek · Grzegorz Kaleta · Mariusz Rutkowski · Lengyelország | 36:00,37 |

### Nők

#### Kajak
| Versenyszám | Arany                                                                | Arany    | Ezüst                                                                         | Ezüst    | Bronz                                                                                            | Bronz    |
| ----------- | -------------------------------------------------------------------- | -------- | ----------------------------------------------------------------------------- | -------- | ------------------------------------------------------------------------------------------------ | -------- |
| K1 500 m    | Katrin Borchert · NDK                                                | 1:53,38  | Izabela Dylewska · Lengyelország                                              | 1:53,99  | Josefa Idem · NSZK                                                                               | 1:54,39  |
| K1 5000 m   | Katrin Borchert · NDK                                                | 22:15,80 | Izabela Dylewska · Lengyelország                                              | 22:24,45 | Josefa Idem · NSZK                                                                               | 22:24,88 |
| K2 500 m    | Anke Nothnagel · Heike Singer · NDK                                  | 1:43,17  | Dónusz Éva · Mészáros Erika · Magyarország                                    | 1:44,63  | Irina Szalomikova · Galina Szavenko · Szovjetunió                                                | 1:44,83  |
| K2 5000 m   | Monika Bunke · Ramona Portwich · NDK                                 | 20:27,05 | Marina Bituleanu · Lumineta Hertea · Románia                                  | 20:34,83 | Alekszandra Apanovics · Nagyezsda Kovalevics · Szovjetunió                                       | 20:35,70 |
| K4 500 m    | Katrin Borchert · Monika Bunke · Heike Singer · Anke Nothnagel · NDK | 1:32,90  | Gyulay Katalin · Huber Henirette · Kőbán Rita · Mészáros Erika · Magyarország | 1:34,10  | Alekszandra Apanovics · Nagyezsda Kovalevics · Irina Szalomikova · Galina Szavenko · Szovjetunió | 1:35,50  |

## A magyar csapat
Az 1989-es magyar vb keret tagjai:
| férfiak kajak | férfiak kajak                                              | férfiak kajak          |
| ------------- | ---------------------------------------------------------- | ---------------------- |
| K1 500 m      | Gyulay Zsolt                                               | kizárva az előfutamban |
| K2 500 m      | Ábrahám Attila Csipes Ferenc                               | 5.                     |
| K4 500 m      | Adrovicz Attila Petrovics Béla Rajna András Schneider Imre | 5.                     |
| K1 1000 m     | Gyulay Zsolt                                               | Aranyérem              |
| K2 1000 m     | Adrovicz Attila Berkes Zoltán                              | Bronzérem              |
| K4 1000 m     | Csipes Ferenc Ábrahám Attila Gyulay Zsolt Hódosi Sándor    | Aranyérem              |
| K1 10 000 m   | Gyulay Zsolt                                               | feladta                |
| K2 10 000 m   | Ábrahám Attila Hódosi Sándor                               | Aranyérem              |
| K4 10 000 m   | Kulcsár Gábor Angyal Ákos Csipes Ferenc Vincze László      | Ezüstérem              |

| férfi kenu  | férfi kenu                                              | férfi kenu |
| ----------- | ------------------------------------------------------- | ---------- |
| C1 500 m    | Szabó Attila                                            | 5.         |
| C2 500 m    | Varga II. Zsolt Zala György                             | 7.         |
| C4 500 m    | Szabó Attila Varga II. Zsolt Zala György Hoffmann Ervin | Ezüstérem  |
| C1 1000 m   | Boldizsár Gáspár                                        | Bronzérem  |
| C2 1000 m   | Leikep Gusztáv Takács Gábor                             | 7.         |
| C4 1000 m   | Leikep Gusztáv Szabó Attila Takács Gábor Hoffmann Ervin | Ezüstérem  |
| C1 10 000 m | Bohács Zsolt                                            | Ezüstérem  |
| C2 10 000 m | Gyulai István Pétervári Pál                             | 4.         |

| nők kajak | nők kajak                                                | nők kajak |
| --------- | -------------------------------------------------------- | --------- |
| K1 500 m  | Kőbán Rita                                               | 9.        |
| K2 500 m  | Dónusz Éva Mészáros Erika                                | Ezüstérem |
| K4 500 m  | Gyulay Katalin Huber Henirette Kőbán Rita Mészáros Erika | Ezüstérem |
| K1 5000 m | Kőbán Rita                                               | 5.        |
| K2 5000 m | Jánosi Erika Lakatos Katalin                             | 6.        |